# Калугина, Марина Александровна
Марина Александровна Калугина (род. 8 октября 1962, Курган) — заместитель губернатора Курганской области по социальной политике (2008—2013).
19 сентября 2014 года признана виновной по восьми эпизодам присвоения или растраты, в двух злоупотреблениях должностными полномочиями, а также в незаконном предпринимательстве и приговорена к наказанию в виде 5 лет 6 месяцев лишения свободы и штрафу в размере 530 тысяч рублей. Калугина с супругом пришла на оглашение приговора, однако после перерыва они пропали и были объявлены в розыск. 4 декабря 2014 года приговор вступил в законную силу практически без изменений.
Была досрочно освобождена конце января 2018 года, работает в сфере, связанной с детским отдыхом в Нижегородской области.

## Биография
Марина Александровна Калугина родилась 8 октября 1962 года в городе Кургане Курганской области.
В 1979 году окончила среднюю школу № 29 города Кургана.
В 1983 году окончила биолого-химический факультет Курганского педагогического института и пошла работать инструктором отдела комсомольских организаций Курганского обкома ВЛКСМ. Позже Марина Калугина заняла пост директора Дома работников просвещения, а затем — пост председателя детского общественного объединения.
В 1996 году назначена директором ЗАО «Романтика» (детский санаторно-оздоровительный лагерь «Романтика»). На этой должности она проработала до июня 2002 года, когда СОЛКД «Романтика» вошёл во вновь созданное ОГУП «Дети Плюс, Объединение санаторно-оздоровительных лагерей круглогодичного действия», а Калугину назначили его генеральным директором.
В 2004 году окончила аспирантуру и защитила кандидатскую диссертацию в Челябинском государственном университете. Научная работа Марины Калугиной была посвящена формированию профессиональной индивидуальности будущего педагога-воспитателя. Марина Александровна Калугина автор 17 публикаций по педагогике.
С ноября 2007 года она руководитель Курганского регионального отделения Фонда социального страхования.
В октябре 2008 года её назначили на пост заместителя Губернатора Курганской области по социальной политике. Должность заместителя губернатора по социальной политике была упразднена в июне 2007 года. Однако за это время полномочия региона в этой сфере существенно расширились, а потому появилась необходимость введения её вновь.
За 2011 год чиновница заработала 1,7 миллиона рублей. В её собственности, согласно декларации, опубликованной на сайте Правительства Курганской области, значились земельный участок площадью 700 квадратных метров и садовый дом. За тот же год её супруг заработал 1,9 миллиона рублей. Ему принадлежали три квартиры площадями 109, 92 и 49,9 квадратных метра, два грузовых автомобиля, автоприцеп и парковочное место.
С 2008 по 2011 год по итогам конкурсов, объявленных «Фондом поддержки детей, находящихся в трудной жизненной ситуации», было выделено 70 миллионов рублей на развитие областных целевых программ: «Дети Зауралья» на 2008—2012 годы", «Детство, свободное от жестокости» на 2010—2012 годы", «Смогу жить самостоятельно» на 2011—2013 годы". В 2010 году по инициативе М. А. Калугиной впервые в области была проведена выставка-форум «Интеграция в развитии социальной сферы». За 2009—2012 гг. в Зауралье введено более 6,5 тыс. дополнительных дошкольных мест, за 2012 год очередь детей от 1 до 7 лет сократилась на 5 %, а детей от 5 до 7 лет — на 41 %. В 2011 году получили жильё 347 детей-сирот. С 1 июля 2012 года на территории Курганской области реализуется пилотный проект, предусматривающий переход на прямые выплаты работающим гражданам пособий по временной нетрудоспособности и в связи с материнством непосредственно Курганским региональным отделением Фонда социального страхования.

## Уголовное дело
Уголовное дело было возбуждено в конце 2011 года по факту хищения 6 млн рублей у ОГУП «Дети плюс». Подозреваемым был бывший заместитель директора по экономическим вопросам ОГУП «Дети плюс» Игорь Дмитриевич Потемкин. В апреле 2012 года Потемкин заключил досудебное соглашение с органами предварительного следствия, поэтому уголовное дело в отношении него было выделено в отдельное производство. Обвиняемый полностью признал свою вину и возместил нанесенный ущерб, кроме того, он дал показания в отношении своего бывшего руководителя, директора ОГУП «Дети Плюс» Марины Калугиной и её супруга Ивана Смолина, заместителя директора ОГУП «Дети Плюс».
10 апреля 2013 года был вынесен приговор бывшему заместителю директора по экономическим вопросам ОГУП «Дети плюс» И. Д. Потемкину. За растрату денег организации судья назначил ему наказание в виде пяти лет условно со штрафом в 100 тыс. рублей и испытательным сроком два года. Наказание оказалось таким мягким, потому что Потемкин заключил сделку со следствием, став главным свидетелем обвинения по делу Калугиной.
Обвинение Марине Калугиной было предъявлено 29 июня 2013 года.
По версии следствия, с октября 2007 года по февраль 2011 года Калугина, занимая в разное время должности генерального директора ОГУП «Дети плюс, Объединение СОЛКД», управляющей курганского регионального отделения Фонда социального страхования Российской Федерации и заместителя Губернатора Курганской области по социальной политике, не раз нарушала закон. С помощью мужа И. А. Смолина и своего знакомого И. Д. Потёмкина, занимавших руководящие должности в ОГУП, она похитила более 7 миллионов рублей государственного предприятия. Для этого через подконтрольного бизнесмена для нужд организации «Дети плюс» закупались продукты и различные товары по завышенным ценам. При этом полученная разница, остававшаяся на расчетном счете ИП, становилась доходом обвиняемых.
ИП Шульгина (позднее — Назарова) было создано в 2007 году по инициативе заместителя директора ОГУП «Дети плюс» по экономическим вопросам Игоря Потемкина. При этом в работе ИП Вероника Назарова, племянница Калугиной, практически не участвовала. Она выписала генеральную доверенность на действия от лица директора Игорю Потемкину, а сама в то время обучалась на дневном отделении в Академии труда и социальных отношений. Свои показания в суде дали действующий гендиректор ОГУП «Дети плюс, объединение СОЛКД» Наталья Александровна Комашко — она рассказала, что всеми финансовыми вопросами в ОГУП занимался Игорь Потемкин, и признала, что после смены поставщика на ИП Назарову предприятию был нанесен ущерб в размере 20 % от стоимости продуктов питания; а также бухгалтер Охохонина, которая ответила на вопросы по бухгалтерской деятельности предприятия..
Кроме того, с февраля 2009 года до февраля 2011 года, Калугина, будучи заместителем губернатора, принимала участие в управлении коммерческой организацией ООО Санаторно-курортное объединение «Дети плюс» (Нижегородская область). При этом она предоставляла этой фирме различные льготы и преимущества, которые помогали ей занимать лидирующие позиции на рынке санаторно-курортных услуг. За такое выгодное покровительство организация выплатила обвиняемой в качестве заработной платы более 1 миллиона 700 тысяч рублей, а также оплатила личные поездки на поездах и самолетах, потратив на это 500 тысяч рублей.
4 июля 2013 года Калугина была временно отстранена от занимаемой должности по решению Курганского городского суда. Ей было назначено пособие в размере прожиточного минимума, установленного в РФ, — 7275 руб. 60 коп.
Курганский областной суд 27 августа 2013 года оставил в силе решение нижестоящей инстанции о временном отстранении от должности вице-губернатора. В своей апелляционной жалобе Калугина и её защитник заявили, что главный довод следствия о возможном давлении со стороны обвиняемой на свидетелей несостоятелен. Доводы защиты судом не были поддержаны. Решение Курганского городского суда было изменено лишь в части размера ежемесячного пособия, которое должно будет выплачиваться Марине Калугиной из федерального бюджета.
5 марта 2014 года в Курганском городском суде начался процесс по делу по обвинению в махинациях Калугиной и её супруга Ивана Смолина.
Потемкин рассказал о создании на Кипре международного центра «Романтика». По данным Интерпола, директор компании сын обвиняемой — Алексей Калугин.
19 сентября 2014 года М. А. Калугина признана виновной по восьми эпизодам присвоения или растраты, предусмотренными ч. 3 ст. 33, ч. 3 ст. 160, ч. 4 ст. 160 УК РФ, в двух злоупотреблениях должностными полномочиями, предусмотренными ч. 3 ст. 159 УК РФ, а также в незаконном предпринимательстве, предусмотренном ст. 289 УК РФ, и приговорена к наказанию в виде 5 лет 6 месяцев лишения свободы и штрафу в размере 530 тысяч рублей. И. А. Смолин признан виновным в совершении семи преступлений, предусмотренных ч.4 ст.160 УК РФ (растрата вверенного имущества с использованием служебного положения организованной группой в особо крупном размере), и ч. 3 ст. 160 УК РФ (растрата вверенного имущества группой лиц в крупном размере) и приговорен к наказанию в виде 5 лет и штрафу в размере 530 тысяч рублей. Судейская коллегия в лице Игоря Головина, Юрия Дьяченко и Александра Ермохина вынесли решение. В приговоре изменены квалификационные признаки по ряду статей, но наказание практически не изменилось. Марине Калугиной назначено наказание в виде лишения свободы сроком на 5 лет 6 месяцев в исправительной колонии общего режима, а также штраф в размере 530 тыс. руб. Супругу Ивану Смолину суд назначил наказание в виде 5 лет лишения свободы и штраф 530 тыс. руб. Кроме того, обвиняемая лишена возможности занимать руководящие должности в органах госвласти в течение трех лет.
Калугина и Смолин пришли на оглашение приговора, однако после перерыва они пропали и были объявлены в розыск. Видеокамеры суда зафиксировали, как Калугина с мужем садились в автомобиль.
4 декабря 2014 года Судебная коллегия по уголовным делам Курганского областного суда рассмотрела апелляционную жалобу на приговор суда первой инстанции Калугиной и Смолина на обвинительный приговор суда первой инстанции. В приговоре были изменены квалификационные признаки по ряду статей, но наказание практически не изменилось. В зале Курганского областного суда ни Калугиной, ни Смолина не было. Интересы Марины Калугиной представлял адвокат Вячеслав Тюленев, а Ивана Смолина — адвокат Владимир Вагин. Судейская коллегия в лице Игоря Головина, Юрия Дьяченко и Александра Ермохина, выслушав доводы защиты и обвинения, в течение часа вынесли решение. В приговоре изменены квалификационные признаки по ряду статей, но наказание практически не изменилось. Марине Калугиной назначено наказание в виде лишения свободы сроком на 5 лет 6 месяцев в исправительной колонии общего режима, а также штраф в размере 530 тыс. руб. Супругу Ивану Смолину суд назначил наказание в виде 5 лет лишения свободы и штраф 530 тыс. руб. Кроме того, обвиняемая лишена возможности занимать руководящие должности в органах госвласти в течение трех лет.
14 апреля 2015 года в Нижнем Новгороде в ходе проведения оперативно-разыскных мероприятий были задержаны Калугина и Смолин. Оперативники подкараулили Марину Калугину возле квартиры, которую она снимала вместе с мужем в Нижнем Новгороде. 27 апреля Курганский городской суд отклонил ходатайства защитников осужденных о том, чтобы Калугину и Смолина не этапировали в Зауралье. Причина: развернуть этап уже нельзя.
Марина Калугина отбывала наказание в одной из колоний Пермского края.
Калугина и Смолин были условно-досрочно освобождены в начале 2018 года, работают в сфере, связанной с детским отдыхом в Нижегородской области.

## Награды
- Золотая медаль «За миротворческую и благотворительную деятельность» Всероссийского Фонда мира
- Медаль «За полезное»
- Почётные грамоты Министерства образования РФ
- Почётные грамоты и Благодарственные письма Губернатора Курганской области
- Благодарственное письмо Мэра города Кургана[23]

## Семья
- Муж: Иван Александрович Смолин, уроженец деревни Хохлы Шумихинского района Курганской области[24]
- Дети:
  - Калугин Андрей Сергеевич (род. 1983), директор ООО СКО «Дети Плюс»
  - Алексей (род. 1987)

## Увлечения
Игра на фортепиано; в 1977 году окончила Музыкальную школу № 4, г. Курган.